# Kelly Kretschman
Kelly Kretschman (* 26. August 1979 in Indian Harbour Beach, Florida) ist eine US-amerikanische Softballspielerin.

## Leben
Von 1998 bis 2001 spielte Kretschman für das Team Alabama Crimson Tide. Kurzzeitig war Kretschman 2005 für die Mannschaft Akron Racers 2005, für Connecticut Brakettes 2006, und für Washington Glory 2007 aktiv. Von 2009 bis 2019 spielte Kretschman für den Verein USSSA Pride.
Bei den Olympischen Sommerspielen 2004 in Athen gewann Kretschman die Goldmedaille. Bei den Olympischen Sommerspielen 2008 gewann sie in Peking die Silber. Kretschman ist mit der US-amerikanischen Softballspielerin Ally Carda verheiratet.

## Erfolge und Auszeichnungen (Auswahl)
- United States Olympic & Paralympic Hall of Fame mit der Frauennationalmannschaft für die Goldmedaille in Athen 2004
- 9× All-NPF Team Selection
- 7× Crowles Cup Champion (2005, 2007, 2010, 2013–2014, 2018–2019)
- 2× Offensive Player of the Year (2016–2017)
- 3× NPF Player of the Year (2015–2017)
- Triple Crown Winner (2017)
- Home Run Champion (2016)